# Городской стадион (Хынчешты)
Городской стадион (рум. Stadionul Orășenesc) — футбольный стадион в городе Хынчешты (Молдавия), домашняя арена клубов Петрокуб и Сперанца.
Стадион построен в 1975 году, имеет одну трибуну. Она оборудована индивидуальными пластиковыми сиденьями. Стадион вмещает 2672 зрителя. Поле оборудовано естественным травяным покрытием. Вокруг футбольного поля расположены легкоатлетические дорожки.